# ドランクドラゴン
ドランクドラゴンは、プロダクション人力舎所属のお笑いコンビ。1996年結成。スクールJCA5期生。略称は、ドランク、ドラドラ。

## メンバー
塚地 武雅（つかじ むが、1971年〈昭和46年〉11月25日 - ）（53歳）
ボケ、ツッコミ・ネタ作り担当、立ち位置は向かって右。
大阪府阪南市出身。
大阪府立佐野高等学校、桃山学院大学経済学部卒業。
血液型A型。身長168cm、体重90kg。
鈴木 拓（すずき たく、1975年〈昭和50年〉12月7日 - ）（49歳）
ツッコミ、ボケ、天然ボケ担当、立ち位置は向かって左。
神奈川県綾瀬市出身。
神奈川県立綾瀬西高等学校卒業。
血液型O型。身長167cm、体重70kg。

## 賞レースの戦歴
爆笑オンエアバトル
- 2000年 第2回チャンピオン大会 第11位
- 2001年 第3回チャンピオン大会 第9位

キングオブコント
- 2008年 準決勝進出
- 2009年 準決勝進出
- 2010年 準決勝進出

## 略歴・概要
スクールJCAの同期として出会い、1996年に塚地が鈴木を誘う形でコンビ結成。当時の鈴木は常にスーツを着用していた。初舞台は同年8月7日渋谷公園通り劇場、披露したネタは「相撲喫茶」。コンビ名はカンフー映画「ドランクモンキー 酔拳」と「燃えよドラゴン」を組み合わせたものだが、第一線で活躍するダウンタウンやウッチャンナンチャンのように「同じ語韻を繰り返す名前の芸人は成功する」「売れる芸人の名前には『ん』がついている」という芸能界のジンクスにもあやかれるよう絡めている。デビュー当初は漫才もやっていたが、鈴木は全く漫才ができなかったためコント専門となった。
2000年4月から放送された『新しい波8』（フジテレビ）に出演し、『はねるのトびら』（フジテレビ）のレギュラーへ抜擢される。はねトびでの人気上昇を受け、塚地が2003年1月-3月に月9ドラマ『いつもふたりで』（フジテレビ）に出演。また同年から『エンタの神様』（日本テレビ）にてネタを披露するようになり、ブレイクを果たす。若手時代は特徴的なキャラクター（塚地）に対して、まともな人（鈴木）が振り回されながらもツッコむネタが大半を占めていたが現在はトーク番組などで見せる素顔に近い設定に則り、鈴木の天然ボケに塚地がツッコむネタが作られるようになっている（「男だろ」「紙芝居」など）。
2005年1月24日、人力舎所属芸人によるユニット「ビジトジ」としてCDデビュー。
2008年、『キングオブコント2008』にて準決勝進出。2009年、2010年も準決勝へ進出を果たした。
『はねるのトびら』放送時から塚地は芸人と並行して俳優としての活動を積極的に行い、一方の鈴木もピン芸人としての活動が多くなったため2012年9月の『はねるのトびら』放送終了からは、2人ともピンの活動が多くなっている。

## 出演作品

### 現在の出演作品

#### テレビ番組
レギュラー番組
- ドランクドラゴンのバカ売れ研究所!（2014年11月14日 - 、TwellV）
- 御社でインターンよろしいでしょうか?（2021年11月27日 - 、BS-TBS） - 第2・第4土曜日（不定期変更あり）

### 不定期
- エンタの神様（2003年 - 2010年、不定期放送：2012年 - 、日本テレビ）※キャッチコピーは「絶妙!個性派コンビ」（レギュラー放送と同じ）

### 過去の出演作品

#### テレビ番組
- ブレイクもの!（1999年、フジテレビ）
- 爆笑オンエアバトル（NHK総合）戦績16勝3敗 最高507KB ゴールドバトラー認定
  - 第2回チャンピオン大会 決勝11位
  - 第3回チャンピオン大会 決勝9位
- はねるのトびら（2001年4月 - 2012年9月、フジテレビ）
- ドラゴン&ボールアワー（2004年10月5日 - 2005年3月29日、TBSテレビ）
- にっぽん愉快家族（NHK総合）- 準レギュラー
- ウンナン極限ネタバトル! ザ・イロモネア 笑わせたら100万円（TBSテレビ、2005年 - 2013年）3回出演のうち1回100万円を獲得
- 天才!志村どうぶつ園（2005年10月 - 2007年9月、日本テレビ）
- 落下女（2005年10月 - 2006年3月、日本テレビ）
- ドランク魂!（東海テレビ）
- ドランキュ!（2006年4月5日 - 2007年3月28日、東海テレビ）
- 即興ドラマ「つかじの無我〜12人の証言者〜」（WOWOW）
  - 即興ドラマ「囚われつかじ〜13人の容疑者〜」（2008年4月23日 - 8月13日）
- 爆生レッドカーペット（フジテレビ） - 山本博&秋山竜次（共にロバート、｢はねるのトびら｣名義）やオードリー（鈴木のみ）との激レアコラボカーペットとして出演。
- バカヂカラ（2009年4月 - 2011年3月、TOKYO MXテレビ）
- アニメのキカク（2011年10月 - 不明、ひかりTV[3]）
- 僕がネコに嫌われる理由（2011年11月7日 - 12月5日、BS日テレ）
  - 僕がネコに嫌われる理由 Season2（2012年5月31日 - 6月14日）
- ブロサー（2012年4月4日 - 9月26日、テレビ朝日）
- 内村とザワつく夜（2013年4月18日 - 2014年9月9日、TBSテレビ）※不定期
- 相葉マナブ（2013年4月21日 - 2015年12月6日、テレビ朝日）サポートメンバーとしてコンビ、もしくは単独で出演する場合があった。
- タイチサン!（2020年2月2日 - 2024年3月31日、東海テレビ）- 準レギュラー

ラジオ
- ドランクドラゴンのドラゴンアワー（2005年10月 - 2007年3月、ニッポン放送）
- ドランクドラゴンのオールナイトニッポンR（毎月第1週土曜、ニッポン放送）

## 映画
- 間宮兄弟（2006年）- 塚地：間宮徹信 役、鈴木：レンタルビデオ店員 役
- ブレイブ ストーリー（2006年） - 塚地：ゴリラハイランダー 役、鈴木：サーカスの団員 役
- 甲虫王者ムシキング スーパーバトルムービー 〜闇の改造甲虫〜（2007年）- 塚地：スジブトヒラタクワガタ 役、鈴木：カナブン 役
- ハンサム★スーツ（2008年）- 塚地：大木琢郎 役、鈴木：バイクの男 役
- ファインディング・ニモ（2人ともカニの役）

## ドラマ
- 整形美人。（2002年5月7日、フジテレビ）- 保奈美の同級生 役
- 裸の大将放浪記（フジテレビ） - 塚地：山下清 役（主演）、鈴木は回ごとに役柄が変わる。
  - 裸の大将 長野編〜放浪の虫が動き出したので〜（2007年9月1日）樽井 役
  - 裸の大将 宮崎編〜宮崎の鬼が笑うので〜（2008年5月24日）佐々木刑事 役
  - 裸の大将 山梨編〜富士山にニセモノが現われたので〜（2008年10月18日）鉄道員 役
  - 裸の大将 火の国・熊本編〜女心が噴火するので〜（2009年10月24日）山並伸吾 役、※テレビ熊本開局40周年記念企画
- 笑う女優「殺したかもしれない」（2010年1月1日、日本テレビ） - 塚地：朝倉孝太郎 役、鈴木：ホテルのボーイ 役
- おとりよせ王子 飯田好実（2013年4月 - 7月、メ〜テレ）- 塚地：久保田主任 役、鈴木：ヨーロッパ急便宅配員 役
- 連続テレビ小説 まれ（2015年、NHK総合）- 塚地：寺岡真人 役、鈴木：浅井和也 役

## CM
- 東洋水産／赤いきつねと緑のたぬき（武田鉄矢・小野真弓と共演）
- コナミ／カラオケレボリューション（2004年）
- NTTドコモ／505iS（2004年）
- コカ・コーラ／KUMA!COOL!SUMMER!キャンペーン（2005年）
- サントリー／BOSS
- アサヒ飲料／ワンダモーニングショット（仲間由紀恵と共演）
- ミニストップ／ダブルベリーパフェ（2006年）
- 第一生命保険／第一でナイト（2006年）
- フジスタッフ（2006年）

## VHS・DVD
- ドランクドラゴン（カンフー）（2002年11月22日発売）
- 爆笑オンエアバトル ドランクドラゴン（2003年9月18日発売）
- ドランクドラゴン 火の位（2004年2月25日発売）
- ドランクドラゴン 無修正（2006年9月22日発売）
- うっちゃり宣言 人力舎オールスターズ十番勝負（2007年1月17日発売）
- ドランクドラゴン トークライブ 「鈴木拓のトークは俺にまかせなさいっ! ついて来れるか塚っちゃん!!」（2008年1月25日発売）